# God Hates Us All
God Hates Us All è l'ottavo album in studio del gruppo musicale statunitense, Slayer, pubblicato l'11 settembre 2001 dalla American Recordings.

## Il disco

### Titolo e copertina
Il nome originario pensato per l'album era Soundtrack to the Apocalypse. Tuttavia, il frontman Tom Araya suggerì che il titolo sarebbe stato più consono a un box set, che il gruppo pubblicò successivamente nel 2003. La frase God Hates Us All proviene dalla canzone Disciple, durante il quale la parte si ripete nel ritornello. I testi si riferiscono principalmente all'ammissione di Dio di atti quali il suicidio e il terrorismo, quando apparentemente non può fare nulla per impedirli. Un membro del gruppo heavy metal Pantera suggerì di utilizzare il nome "God Hates Us All" per una linea di magliette dopo che King fece ascoltare il brano al gruppo. King accettò, anche se pensò che la frase avrebbe avuto un impatto maggiore come titolo dell'album.
La copertina dell'album mostra una Bibbia spillata con dei chiodi, coperta di sangue con la scritta "Slayer" bruciata su di essa, mentre il retro dell'album mostra alcune pagine della Bibbia strappate e coperte di sangue. L'idea della copertina fu suggerita dall'etichetta discografica, nonostante King volesse più tempo per sviluppare una copertina migliore; King infatti si lamentò del fatto che l'idea era tipica di "una casa discografica senza la minima idea di cosa cazzo stessero facendo". Alcune edizioni dell'album presentavano una copertina sfilabile (che mostra quattro croci messe perpendicolarmente l'una dall'altra su uno sfondo bianco).

### Registrazione
Gli Slayer iniziarono a comporre dei testi per un nuovo album prima della loro apparizione all'Ozzfest 1999. Tuttavia, ogni tre mesi su quattro il gruppo non ebbe tempo di dedicarsi maggiormente alla composizione per i vari impegni al "Tattoo the Earth" Tour con gli Slipknot. Il produttore di vecchia data del gruppo, Rick Rubin, era troppo impegnato per lavorare con gli Slayer e si sentiva «bruciato» ed incapace di creare musica intensa. Tom Araya e Kerry King avevano sentimenti simili su Rubin, e King ribadì il fatto che «voleva lavorare con qualcuno nel panorama musicale dell'heavy metal e Rubin non lo è più. Voglio qualcuno che conosca cosa c'è di nuovo, che conosca le nuove tecniche e che mi tenga in punta di piedi». Rubin raccomandò due produttori, anche se il primo (a detta di Jeff Hanneman) non era in grado di lavorare saggiamente. Perciò gli Slayer diedero al secondo candidato, Matt Hyde, una prova sul brano Bloodline, la quale apparve nel film Dracula's Legacy - Il fascino del male. Il brano Here Comes the Pain era stata registrata due anni prima la pubblicazione di God Hates Us All, venendo inserita nella raccolta WCW Mayhem: The Music del 1999 per poi essere utilizza come tema d'apertura per WCW Thunder dal 16 febbraio 2000 fino all'ultimo episodio (trasmesso il 21 marzo dell'anno successivo).
Le registrazioni per God Hates Us All avrebbero dovuto tenersi in uno studio di registrazione di Hollywood; tuttavia il gruppo decise di trasferirsi a Vancouver, grazie alla disponibilità di tempo in uno studio più conveniente.
Hyde fece utilizzo di Pro Tools durante le fasi di progettazione, produzione e di missaggio dell'album. Gli Slayer vollero mantenere al minimo gli effetti del computer, soltanto per includere una piccola quantità di delay e di distorsione. Come per gli album precedenti, le parti di batteria sono state le prime ad essere registrate; inoltre, per la prima volta nella carriera del gruppo, furono adottate chitarre a sette corde, utilizzate nei brani Scarstruck e Here Comes the Pain.

## L'abbandono di Paul Bostaph
Verso la fine del 2001 Bostaph subì una lesione cronica al gomito che ostacolò la sua abilità nel suonare la batteria, portandolo alla decisione di lasciare il gruppo. Bostaph affermò di non aver rinnegato il tempo dedicato con gli Slayer, descrivendo anzi che è stato il punto più alto nella sua carriera. Senza un batterista con il quale concludere il God Hates Us All Tour, King decise di contattare dopo dieci anni dal suo abbandono il batterista originale Dave Lombardo, chiedendogli se fosse stato disposto a suonare per gli ultimi concerti del tour. Lombardo accettò l'offerta e suonò per i 21 concerti rimasti; tuttavia dichiarò di non mantenere una posizione fissa nel gruppo.
Dopo il tour gli Slayer continuarono nella ricerca di un nuovo batterista permanente e alcuni fan interessati al ruolo inviarono alcuni video in cui si cimentavano i canzoni quali Disciple, God Send Death, Stain of Mind, Angel of Death, Postmortem/Raining Blood, South of Heaven, War Ensemble e Seasons in the Abyss. Il gruppo ascoltò centinaia di registrazioni, stilando una lista di quali fossero i più adatti a ricoprire il ruolo e quali invece andassero scartati, notando però che la lista degli scartati era molto maggiore. Per quelli che avevano la possibilità di diventare batterista, il gruppo offrì un provino a Dallas o a San Francisco ma la maggior parte di essi non poterono partecipare a causa dei costi di volo. Gli Slayer ascoltarono circa 2-3 batteristi al giorno e la miglior scelta ricadde su uno raccomandato da Lombardo. Tuttavia il gruppo scelse di riprendere Lombardo dopo aver deciso che non avrebbero trovato un batterista adatto e quest'ultimo accolse la proposta, portando così gli Slayer alla formazione originale.

## Tracce
Testi e musiche di Kerry King, eccetto dove indicato.
Edizione standard
1. Darkness of Christ – 1:30 (musica: Jeff Hanneman)
2. Disciple – 3:37 (musica: Jeff Hanneman)
3. God Send Death – 3:46 (testo: Tom Araya, Jeff Hanneman – musica: Jeff Hanneman)
4. New Faith – 3:05
5. Cast Down – 3:28
6. Threshold – 2:28 (musica: Jeff Hanneman)
7. Exile – 3:57
8. Seven Faces – 3:42
9. Bloodline – 3:36 (testo: Tom Araya, Jeff Hanneman – musica: Jeff Hanneman, Kerry King)
10. Deviance – 3:09 (testo: Tom Araya, Jeff Hanneman – musica: Jeff Hanneman)
11. War Zone – 2:46
12. Here Comes the Pain – 4:31
13. Payback – 3:05

Edizione "collector" e giapponese
1. Darkness of Christ – 1:30 (musica: Jeff Hanneman)
2. Disciple – 3:37 (musica: Jeff Hanneman)
3. God Send Death – 3:46 (testo: Tom Araya, Jeff Hanneman – musica: Jeff Hanneman)
4. New Faith – 3:05
5. Cast Down – 3:28
6. Threshold – 2:28 (musica: Jeff Hanneman)
7. Exile – 3:57
8. Seven Faces – 3:42
9. Bloodline – 3:36 (testo: Tom Araya, Jeff Hanneman – musica: Jeff Hanneman, Kerry King)
10. Deviance – 3:09 (testo: Tom Araya, Jeff Hanneman – musica: Jeff Hanneman)
11. War Zone – 2:46
12. Scarstruck – 3:29
13. Here Comes the Pain – 4:31
14. Payback – 3:05
15. Addict – 3:41 (musica: Jeff Hanneman)

## Formazione
- Tom Araya – voce, basso
- Kerry King – chitarra
- Jeff Hanneman – chitarra
- Paul Bostaph – batteria